# Iskar (ville)
Iskar (en bulgare Искър) est une localité ayant le statut de ville dans le nord de la Bulgarie, au nord de la capitale Sofia.

## Géographie
La localité d'Iskar se trouve à 1,5 km de la rivière Iskar, à laquelle elle doit son nom, et à 30 km de la ville de Pleven

## Histoire
D'après l'histoire transmise par les habitants du lieu, la localité d'Iskar serait née au début du XVIIe siècle avec la fondation d'une vingtaine de maisons, par des populations venues des villages voisins. Du fait de sa faible population, le lieu est appelé hameau et, plus tard, Gorum mahala puis Pissarévska mahala.
Par décret no 291 du 30.07.1957, le village est renommé Pélovo en l'honneur de l'homme politique communiste décédé Pélo Pélovski. Par décret no 546 du 15.09.1964, la localité obtient le statut urbain, par décret no 1942 du 17.09.1974 le statut de ville et en 1978 le statut de chef-lieu de municipalité. Enfin, par décret no 110 du 03.04.1998, la localité est renommée Iskar.